# Friedrich Kußmaul
Friedrich Kußmaul (* 4. November 1920 in Bondorf; † 4. September 2009 in Stuttgart) war ein deutscher Ethnologe.

## Leben
Friedrich Kußmaul wurde 1920 in Bondorf bei Herrenberg als Sohn einer Bauernfamilie geboren. Nach dem Abitur 1939 studierte Kußmaul zunächst in Göttingen als einer von zwei Studenten des Ethnologen Hans Plischke Völkerkunde und Geographie. Ab 1941 leistete er Kriegsdienst in der Wehrmacht in der Heimatfront. Von 1946 bis 1953 studierte er in Tübingen Völkerkunde bei Elisabeth Gerdts-Rupp. Er promovierte mit einer Arbeit Die Stellung des Pferdes in der Kultur der Mongolen bei Hermann von Wissmann.
Zwischen 1971 und 1986 war er Direktor des Linden-Museums in Stuttgart. Die deutsch-französische Kunsthistorikerin Bénédicte Savoy dokumentierte, wie sich Kußmaul 1976 in der ersten bundesdeutschen Debatte um Raubkunst positionierte. Kußmaul ging davon aus, dass Restitutionsforderungen der beraubten Länder in Vergessenheit geraten würden. „Ob man dann, in Form einer noblen Geste da und dort entsprechende Sammlungen hingibt, hingeben soll, ist eine andere Frage. Aber das wird nach meiner Überzeugung nicht vor 1990 der Fall sein. […] und bis dahin ist ja noch einige Zeit.“